# Tanaff
Tanaff (ou Tanaf, Tanafe) est une localité de Moyenne-Casamance (Sénégal), située dans le département de Goudomp et la région de Sédhiou, à proximité de la frontière avec la Guinée-Bissau. Elle est traversée par la « route du Sud », la RN 6 qui relie Ziguinchor à Kolda.
Le village a été érigé en commune en juillet 2008.
Selon une source officielle, Tanaff compte 2 829 habitants et 262 ménages.
À vol d'oiseau, les localités les plus proches sont : Bambali, Tabadian, Baniere, Badinnding, Dioudiourinnde.
On y parle notamment le mandingue qui est l'ethnie et la langue majoritaire, le peul, le manjaque, le mankagne, le diola, le balante.